# Bromelia tarapotina
Bromelia tarapotina är en gräsväxtart som beskrevs av Ernst Heinrich Georg Ule. Bromelia tarapotina ingår i släktet Bromelia och familjen Bromeliaceae.
Artens utbredningsområde är Peru. Inga underarter finns listade i Catalogue of Life.